# David Uribe Velasco
David Uribe Velasco (Buenavista de Cuéllar, Guerrero, 29 de diciembre de 1889-San José Vista Hermosa, Morelos, 12 de abril de 1927) fue un sacerdote y mártir mexicano de la Iglesia católica. Hijo de Juan Uribe y Victoria Velasco, nació en la ciudad mexicana de Buenavista de Cuéllar.
En 1909 inició su preparación eclesiástica y fue ungido sacerdote el 2 de marzo de 1913.
Durante la persecución religiosa de la Guerra Cristera fue apresado mientras se dirigía por tren a la ciudad de Iguala, fue llevado a Cuernavaca y posteriormente trasladado a un lugar cercano a San José Vidal, Vista Hermosa, Morelia (Mexico)en donde, el 12 de abril de 1927, fue asesinado de un tiro en la nuca.
San David fue beatificado el 22 de noviembre de 1992 y canonizado el 21 de mayo de 2000 por el papa Juan Pablo II. Sus restos descansan en la parroquia de su ciudad natal.